# Joel Zwick
Joel Zwick (* 11. ledna 1942) je americký režisér filmů, divadelních prací a televizních seriálů.

## Filmy
- Elvis už odešel (2004)
- Fat Albert (2004)
- Moje tlustá řecká svatba (2002)
- Second Sight (1998)

## Televizní práce
Zwick je jeden z nejvíce aktivních seriálových televizních režisérů.
Režíroval 21 pilotů, které se brzy staly seriály.
Režíroval přes 525 epizod, které zahrnují seriály:
- Parent 'Hood
- Full House
- Krok za krokem"
- Family Matters"
- Bosom Buddies
- Laverne & Shirley
- Mork & Mindy
- Happy Days
- "Perfect Strangers"
- "It's A Living"
- "Bros. Wayans"
- "Joanie Loves Chachi"
- "Jamie Foxx"
- "Webster"
- "Kirk"
- "Angie"
- "On Our Own"
- "Two of a Kind"
- "Love Boat"
- "Hangin' with Mr. Cooper"

## Broadway
- Dance With Me (muzikál), 1975
- Esther (Promenade Theater)
- George Gershwin Alone (one-man-tour), 2001
- Back From Broadway, Benefiční koncert Lincoln Centra, 2002

## Divadlo
Členem charity „La MaMa, E.T.C.“ (založena Ellen Stewartovou)
Režíroval následující divadelní produkce:
- "Dance With Me" (Tony nominace)
- "Shenandoah" (Broadway)
- "Oklahoma" (USA tour)
- "Cold Storage" (American Place Theater)
- "Esther" (Promenade Theater, NY)
- "Merry-Go-Round" (Chicago a Las Vegas)
- "Last Chance Saloon" (West End, London)
- "Woycek" (West End, London)
- "Carry A. Nation" (Triangle Theater)
- "George Gershwin, Alone" (one-man-show) (Los Angeles, Broadway, West End London, Ford Theater Wash. D.C., Chicago Il, W. Palm Beach Fl, Old Globe San Diego Ca. N. Korea, etc.)
- "Back From Broadway"
- "M. Chopin" (one-man-show)

## Výuka
- Yale univerzita
- Brooklyn College
- Queens College
- Wheaton College
- Univerzita jižní Kalifornie